# Diocèse de Buga
Le diocèse de Buga (en latin : en latin : Dioecesis Buguensis ; en espagnol : Diócesis de Buga) est un diocèse de l'Église catholique en Colombie, suffragant de l'archidiocèse de Cali.

## Territoire

Il comprend les municipalités d'Andalucía, Buga, Bugalagrande, Caicedonia, Guacarí, Riofrío, San Pedro, Sevilla, Trujillo et Tuluá du département de Valle del Cauca ce qui correspond à un territoire d'une superficie de 3 997 km2 divisé en 70 paroisses.
Le siège épiscopal est dans la ville de Buga où est située la cathédrale Saint-Pierre (es) et la basilique du Seigneur-des-Miracles (es). À Sevilla se trouve la basilique Saint-Louis-de-Gonzague.

## Historique
Le diocèse est érigé le 29 juin 1966 par la constitution apostolique Apostolico muneri du pape Paul VI en prenant une partie du territoire du diocèse de Palmira et de l'archidiocèse de Cali dont Buga devient suffragant.

## Évêques
- Julián Mendoza Guerrero (3 janvier 1967 - 4 août 1984)
- Rodrigo Arango Velásquez, P.S.S (17 janvier 1985 - 19 janvier 2001)
- Hernán Giraldo Jaramillo (19 janvier 2001 - 10 mai 2012)
- José Roberto Ospina Leongómez (10 mai 2012 - 7 décembre 2024)
- Alexander Matiz Atencio, depuis le 7 décembre 2024